# Swaryczów (obwód iwanofrankiwski)
Swaryczów (ukr. Сваричів) – wieś na Ukrainie w rejonie rożniatowskim obwodu iwanofrankiwskiego.
Właścicielami Swaryczowa była rodzina Słoneckich. W 1860 jako wiano Marii ze Słoneckich przeszła na własność Apolinarego Hoppena.